# Тристаннид иттербия
Тристаннид иттербия — бинарное интерметаллическое неорганическое соединение
иттербия и олова
с формулой YbSn3,
кристаллы.

## Получение
- Сплавление стехиометрических количеств чистых веществ:

{\displaystyle {\mathsf {Yb+3Sn\ {\xrightarrow {805^{o}C}}\ YbSn_{3}}}}

## Физические свойства
Тристаннид иттербия образует кристаллы
кубической сингонии,
пространственная группа P m3m,
параметры ячейки a = 0,4681 нм, Z = 1,
структура типа тримедьзолота AuCu3
.
Соединение конгруэнтно плавится при температуре 805 °C .